# Jalkapallon SM-kilpailu
Jalkapallon SM-kilpailu – najwyższa piłkarska klasa rozgrywkowa w Finlandii w latach 1908-1929. Grano systemem pucharowym. Rozgrywki te były zdominowane przez kluby z Helsinek, Turku oraz Wyborga, które zajmowały obydwa miejsca w każdym z 21 finałów. Rozgrywki nie odbyły się w roku 1914 z powodu wybuchu I wojny światowej. Ostatni sezon tych rozgrywek rozegrano w 1929 roku, a począwszy od następnego roku wprowadzono rozgrywki ligowe pod nazwą Mestaruussarja.
Rozgrywki były rozgrywane systemem wiosna-jesień. Zwycięzca rozgrywek zostawał piłkarskim mistrzem Finlandii.

## Zwycięzcy Jalkapallon SM-kilpailu
| - 1908: Unitas Helsinki - 1909: PUS Helsinki - 1910: Åbo IFK - 1911: HJK Helsinki - 1912: HJK Helsinki - 1913: Kiffen Helsinki - 1914: Nie rozgrywano z powodu I wojny światowej | - 1915: Kiffen Helsinki - 1916: Kiffen Helsinki - 1917: HJK Helsinki - 1918: HJK Helsinki - 1919: HJK Helsinki - 1920: Åbo IFK - 1921: Helsingin Palloseura - 1922: Helsingin Palloseura | - 1923: HJK Helsinki - 1924: Åbo IFK - 1925: HJK Helsinki - 1926: Helsingin Palloseura - 1927: Helsingin Palloseura - 1928: Turun Palloseura - 1929: Helsingin Palloseura |